# Disilan
Disilan (n-Si2H6) ist eine chemische Verbindung, die zur Gruppe der Siliciumwasserstoffe (Silane) gehört und dort das Analogon zum Kohlenwasserstoff Ethan bildet.

## Gewinnung und Darstellung
Disilan kann durch Säurezersetzung von Magnesiumsilicid oder durch Einwirkung elektrischer Entladungen auf Monosilan und anschließende fraktionierte Kondensation des erhaltenen Silangemisches gewonnen werden. Die direkte Gewinnung durch Reduktion von Hexachlordisilan mit Lithiumaluminiumhydrid ist jedoch vorzuziehen.
{\displaystyle \mathrm {2\ Si_{2}Cl_{6}+3\ LiAlH_{4}\longrightarrow 2\ Si_{2}H_{6}+3\ LiCl+3\ AlCl_{3}} }

## Eigenschaften und Verwendung
Disilan ist ein farbloses, unangenehm riechendes Gas, das sich bei Luftkontakt von selbst entzündet, wobei Siliciumdioxid und Wasser entstehen. Beim Zusammenbringen mit Wasser wird Disilan hydrolysiert. Bei Kontakt mit Halogenen oder Halogenkohlenwasserstoffen, Sauerstoff, Basen und Oxidationsmitteln erfolgt explosionsartige Reaktion.
Ab 300 °C zersetzt sich Disilan zu Silicium und Wasserstoff.
Industriell wird Disilan zur Beschichtung von Produkten mit amorphen Siliciumschichten (CVD-Verfahren) sowie bei der Produktion und zur Reinigung von Silicium-haltigen Wafern (für Integrierte Schaltkreise) verwendet.